# Nationalpark Celaque
Der Nationalpark Celaque (spanisch: Parque Nacional Montaña de Celaque) ist ein rund 265 km² großer Nationalpark in den Departamentos Lempira, Ocotepeque und Copán im Westen von Honduras. Das Wort „Celaque“ stammt angeblich aus der Sprache der Lenca und bedeutet so viel wie „Wasserkasten“.

## Geographie, Lage und Beschreibung

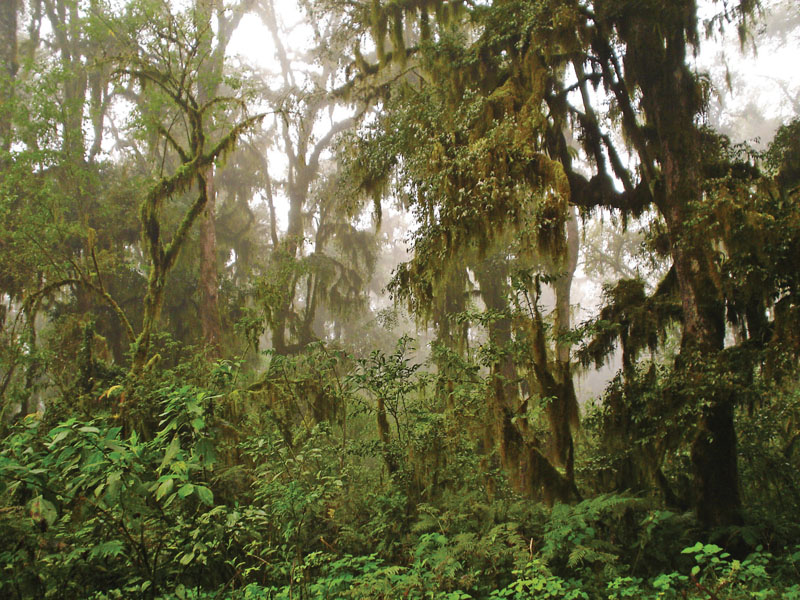
Nebelwald im Cerro Celaque

Der Nationalpark hat eine Ausdehnung von 26.631 ha. Neben dem Cerro Las Minas, dem höchsten Berg Honduras (2849 Meter), liegt auch der Pico Celaque (2780 Meter) in dem Naturschutzgebiet, dass sich zwischen 975 und 2849 Höhenmeter erstreckt. Zwei Drittel des Gebietes weisen eine Steigung von mehr als 60 Grad auf und besteht aus Bergen, Hochebenen und Nebelwald. Das Gebirgsmassiv bietet eine abwechslungsreiche Flora und Topographie. Der Cerro las Minas ist umgeben von sieben weiteren Gipfeln, die zusammen eine Ebene formen, aus der zwölf Flüsse entspringen. Erwähnenswert sind die Flüsse Arcagual, Blanco, Cospa, Aruco, Grande, Mocal, Negro, welche teils Richtung Atlantik, teils Richtung Pazifik fließen.
Durch den Park verläuft die Nordamerikanische kontinentale Wasserscheide.

## Geschichte
Das Gebiet wurde bereits zu Kolonialzeiten von den Spaniern erwähnt. Außerdem war und ist es der Lebensraum für einige indigene Bevölkerungsgruppen, wie zum Beispiel die Lencas, deren Sprache als so gut wie ausgestorben gilt. Die natürlichen Ressourcen des Nationalparks sind vor allem vom Bevölkerungswachstum und dem Landnutzungsdruck, der im und um den Park liegenden Ansiedlungen bedroht, die dort teilweise schon zu präkolumbianischen Zeiten ansässig waren.
Der Landnutzungsdruck, durch kleinbäuerliche landwirtschaftliche Aktivitäten, wie beispielsweise Bananen- und Kaffee-Plantagen führte zu einer Vielzahl von Brandrodungen in den Höhenlagen der Region. Die Folgen waren eine verstärkte Bodenerosion, ein Verlust an biologischer Vielfalt und der Lebensgrundlagen der dortigen Urbevölkerung.
Die Einwohner von La Campa, einer Stadt in der Nähe des Parkes, bildeten daraufhin eine Basisorganisation, um zu versuchen, die Entwaldung zu stoppen. Ihr Ziel wurde 1987 erreicht, als der Nationalkongress von Honduras den Celaque zu einem Nationalpark erklärte. Der Nationalpark wurde am 5. August 1987 durch das Dekret Nr. 87–87 ausgerufen. Durch die Gründung des Parks wurden rund 266 Quadratkilometer auf nationaler Ebene vor Abholzung, Landwirtschaft, äußerem Eindringen und marktbezogenen Forstaktivitäten geschützt.

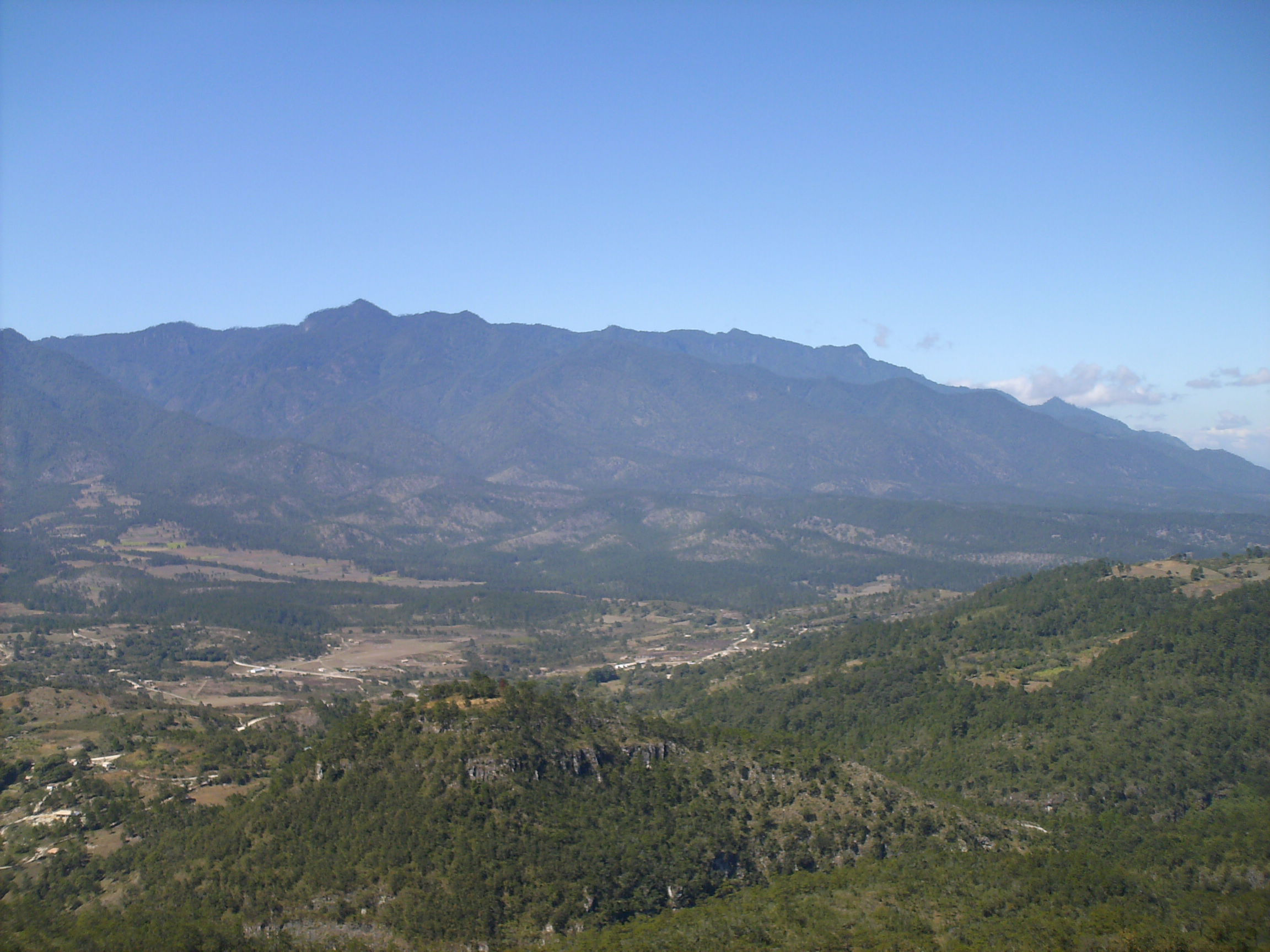
Cerro Las Minas im Nationalpark

### Co-Management
Im Jahre 2007 beschlossen die elf Gemeinden, die in und um den Park herum liegen (Comité Local de Áreas Protegidas) und die Co-Management-Vereinbarung unterzeichnet hatten, die Koordinierung für die Entwicklung von Maßnahmen in einer Rahmenvereinbarung zu verbessern und zu verrechtlichen und gründeten 2008 den Gemeindeverband Mancomunidad de Municipios del Parque Nacional Montaña de Celaque, wobei sie von dem GIZ-Projekt Prorena (Programa de Fomento al Manejo Sostenible de los Recursos Naturales y Desarollo Económico Local) und dem Instituto de Conservación Forestal unterstützt wurden.
Von den elf beteiligten Gemeinden besitzen fünf Gemeinden territoriale Anteile am Nationalpark und sechs weitere profitieren indirekt von den Umweltgütern und -dienstleistungen, wie z. B. dem Wasser, dass durch die Flüsse aus dem Nationalpark heraus fließt.
2009 wurde durch den Nationalkongress von Honduras (Congreso Nacional de Honduras) das Gesetz Procelaque über die Förderung und den Schutz des Celaque Nationalparks (Decreto 57-2009, Ley de Fomento y Protección del Parque Nacional Montaña de Celaque) beschlossen, dass Mapance als die Behörde für den Schutz, das Management und die Entwicklung des Nationalparks zuständig sei und durch den Staat finanziert werden würde. Als ausführendes Organ des Staates für das Nationale System der Schutzgebiete von Honduras (Sistema Nacional de Áreas Protegidas de Honduras) übertrug der ICF das Co-Management für den Park an Mapance.

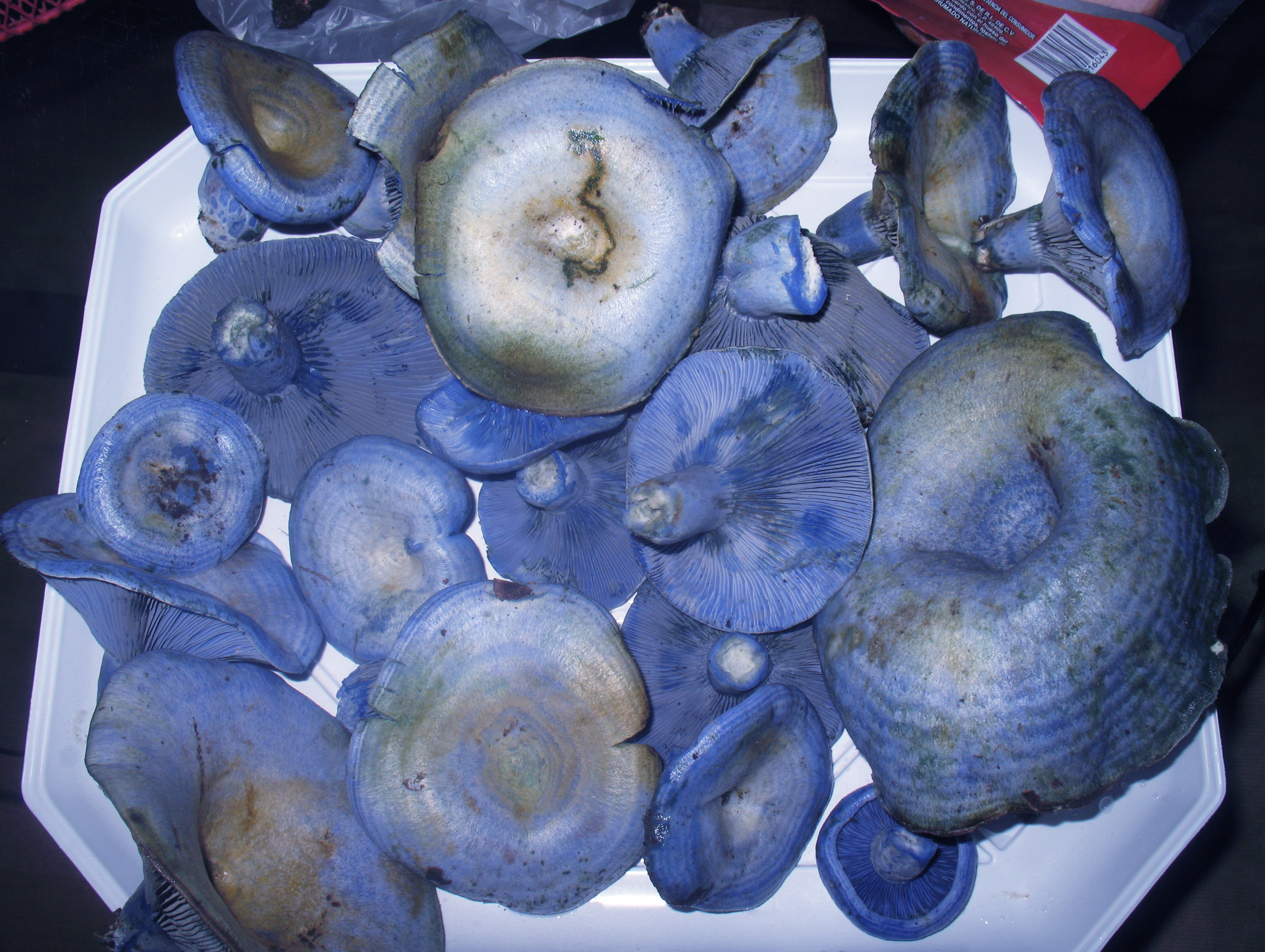
Indigo-Reizker ist ein begehrter Speisepilz dieses Nationalpark

## Flora
Die Pflanzenvielfalt ist hoch. Die Vegetation besteht aus großen Nadelbäumen, Sträuchern und Gräsern, die als Habitate für andere Arten dienen, vor allem für Farne, Moose, Bromelien und Orchideen. In den Höhenlagen von 1500 bis 2500 Metern ist so genannter Elfenwald anzutreffen.
Bisher sind drei endemische Arten identifiziert, das Araliengewächs Oreopanax lempiranus, das Rötegewächs Rondeletia evansii und Miconia celaquensis.

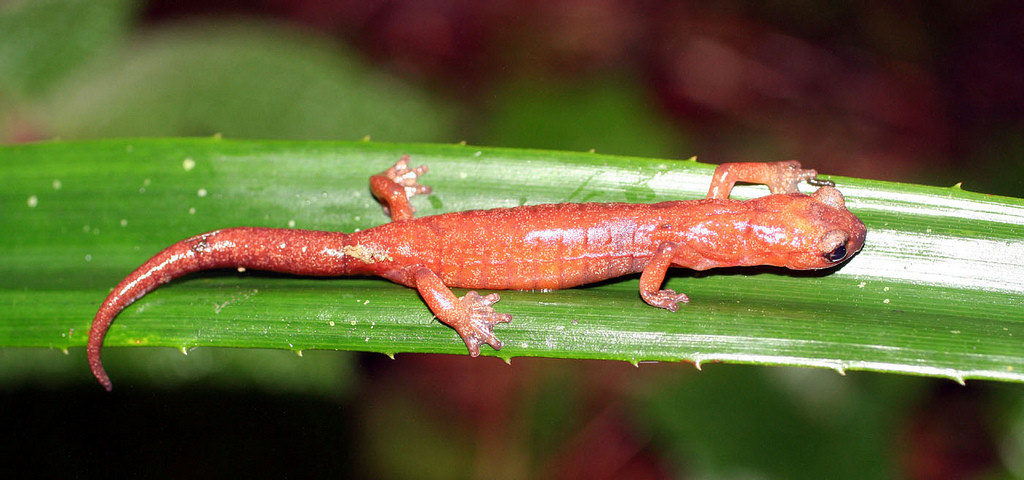
Endemische Salamanderart

## Fauna
Die größten vorkommenden Säugetiere sind Hirsche, Ozelote, Pekaris und Nasenbären und seltener Pumas und Jaguare. Die Vielfalt an Vögeln ist groß: Spechte, Sittiche, Tukane und vom Aussterben bedrohte Arten wie die Quetzal. Es existierten dort einige endemische Arten, wie die Salamanderart: Bolitoglossa celaque, zwei Amphibienarten: Leptodactylus silvanimbus und Crougastor anciano, die Spitzmausarten: Cryptotis hondurensis, Sorex mccarthyi und Cryptotis celaque sowie die Käferart Chrysina pastori.

## Tourismus

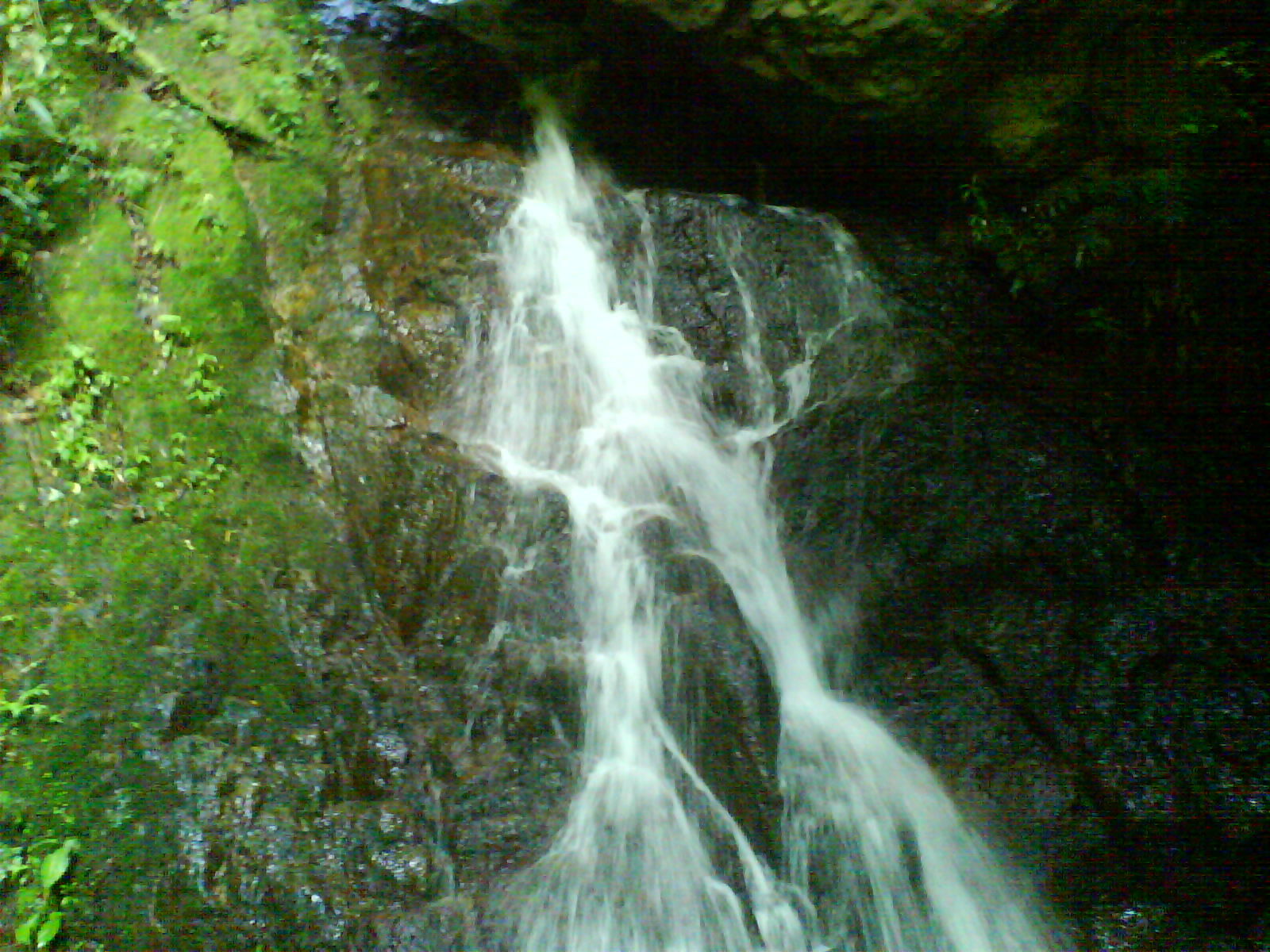
Wasserfall bei Gracias

Der offizielle Zugang zum Nationalpark und dem Besucherzentrum ist 8 km von der Stadt Gracias (Departamento Lempira) entfernt. Ein weiterer offizieller Zugang ist von El Naranjo aus geplant. Weitere Zugänge gibt es über unmarkierte Wege von San Manuel Colohete, Belén Gualcho und Corquín aus.
Ab dem Besucherzentrum gibt es mehr als 30 km Wanderwege. Der Park verfügt über fünf Routen: La Ventana, Liquidámbar, El Gallo, Mirador de la Cascada y Camino al Cielo (der auch zum Cerro las Minas führt). Auf den Wanderwegen gibt es drei überdachte Lager.

## Gegenwart
Durch landwirtschaftliche Eingriffe vor allem im südlichen und westlichen Teil des Berges, Monte de la Virgen, Belén Gualcho und einigen Dörfern wie Malcincales, Chimis, Azaharillo, El Cedro und Río Negro, wurde die Pufferzone zunehmend degradiert, indem Bäume gefällt wurden, die diese Gemeinden direkt umgaben. Alarmierend ist die Situation im Dorf Chimis, wo Landwirte sogar Bäume in der Kernzone abgeholzt haben. 
Im Gebiet um Azaharillo haben lokale Behörden die Erlaubnis zum Bau von Straßen erteilt, um den Kaffee dieser Region von den Fincas abzutransportieren. Das Gleiche gilt in Belén Gualcho, wo Beamte unter dem Vorsatz der Entwicklung des Volkes der Lenca den Ausbau der Straßen und Wege autorisiert haben, um das Holz aus den Kiefernwäldern des Sektors in der Pufferzone zu entnehmen. 
1999 wütete der Hurrikan Mitch in dem Nationalpark, es gab mehrere Tote und zahlreiche Häuser wurden zerstört. Drei Dörfer mussten aufgegeben werden.

## Sagen
Im und um den Park ranken sich viele Legenden und Märchen. Beispielsweise wird sich erzählt, dass wenn man Früchte von den Bäumen, mit dem Vorsatz holt, sie außerhalb des Berges zu essen, nicht den Weg zurückfinden würde. Oder auch, dass es auf dem Gipfel einen See gibt, wo ein Hahn aus Gold kräht und aus dem man kochende Tamales entnehmen kann. Des Weiteren verbreiten Geschichtenerzähler aus diesen Dörfern, dass der Häuptling Lempira manchmal entlang der Flanken des Berges entlang schlendert, jener Häuptling der die letzte Schlacht der Maya gegen die spanischen Konquistadoren angeführt hat, und um dessen Schlachtenglück es damals nicht gut bestellt gewesen sei.

## Belege
1. ↑  Nationalpark Celaque in der World Database on Protected Areas (englisch)
2. ↑  Beschreibung des Celaque Park auf honduras.com (engl.)
3. ↑  Lencas im Celaque Park (.pdf Seiten 6 - 13) (engl.)
4. ↑  Prorena bei GIZ (Memento des Originals vom 21. Januar 2016 im Internet Archive)  Info: Der Archivlink wurde automatisch eingesetzt und noch nicht geprüft. Bitte prüfe Original- und Archivlink gemäß Anleitung und entferne dann diesen Hinweis.
5. ↑  Fauna und Flora im Celaque Park (engl.)
6. ↑  Campinginfos (engl.)